# Андроновка (станція)
Андроновка (рос. Андро́новка) — вузлова залізнична станція Малого кільця Московської залізниці. Назва — від села Андроново, що існувало в XIX столітті двома кілометрами західніше, на нинішньому Шосе Ентузіастів.
У межах станції розташовані два пасажирських зупинних пункти Московського центрального кільця. У північній горловині розташовується однойменна платформа, в південній — платформа Нижегородська. Обидві платформи були відкриті для пасажирів 10 вересня 2016 року разом з відкриттям МЦК.

## Опис
Розташовується між промзонами округів районів Лефортово і Нижегородський (історичний район Карачарово). Над північною горловиною станції шляхопровід Казанського напрямку МЗ.
Від північної горловини станції відходять сполучні колії на Казанський напрямок МЗ, від південної — на Горьківський напрямок МЗ (на 2016 рік колії розібрано, колія збережена тільки для обслуговування парку Північний пост з під'їзними коліями до заводів «Серп і Молот» і «Кристал»).
Декілька колій станції станції обладнані для відстою міських електропоїздів МЦК в нічний або денний непіковий час.
Платформа є кінцевою для деяких поїздів, що прямують на ніч у парк відстою в основній частині станції.

## Галерея

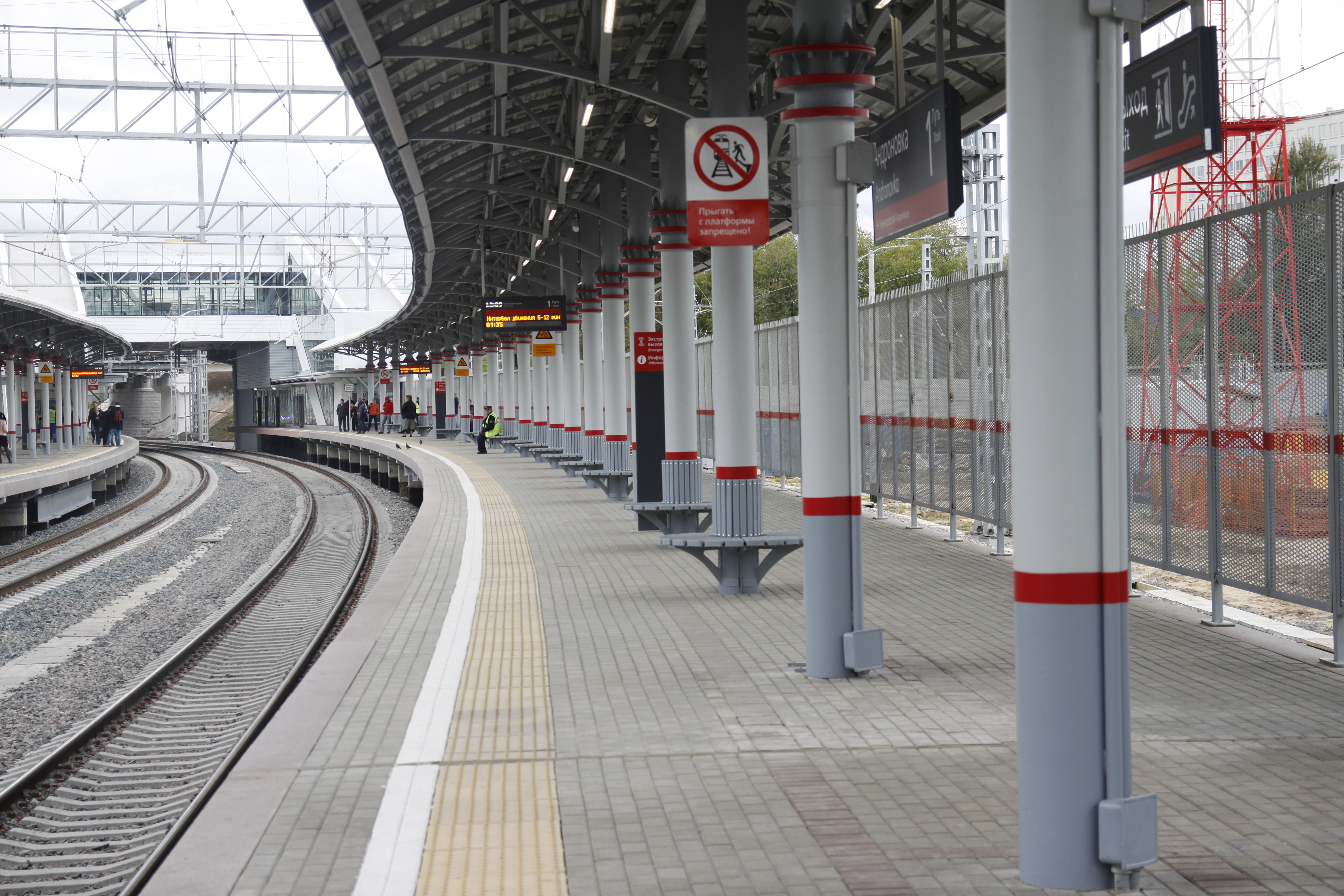
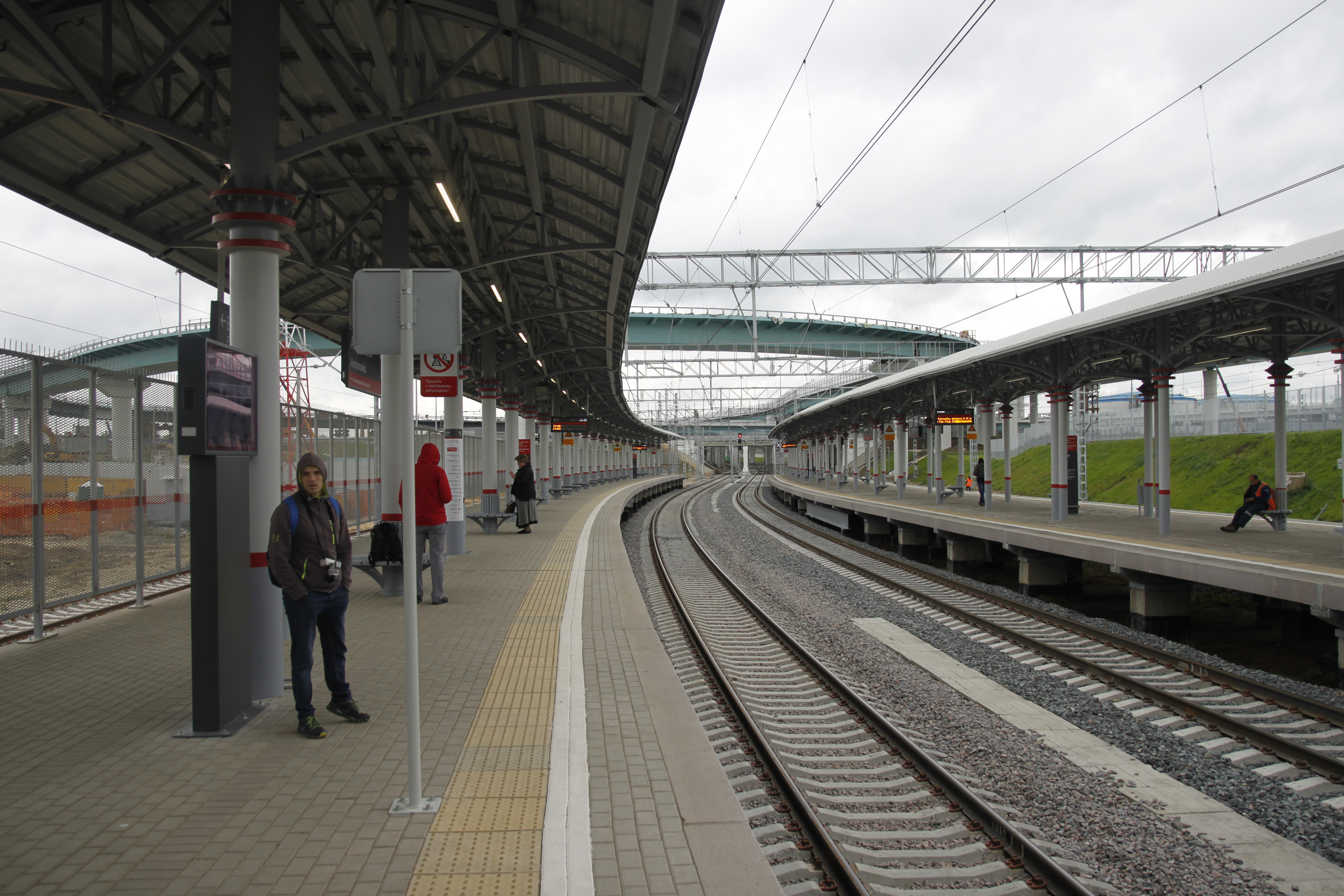
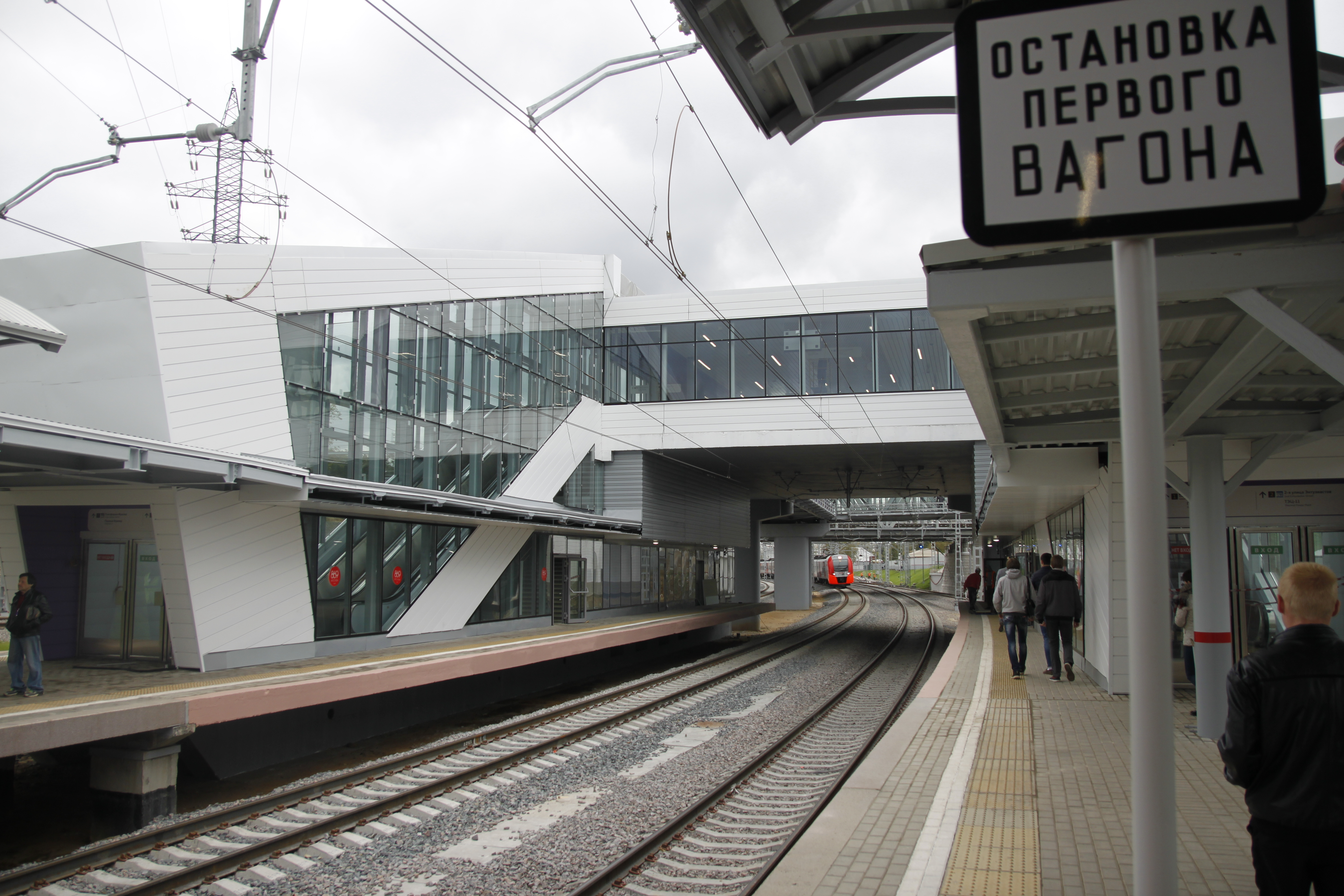
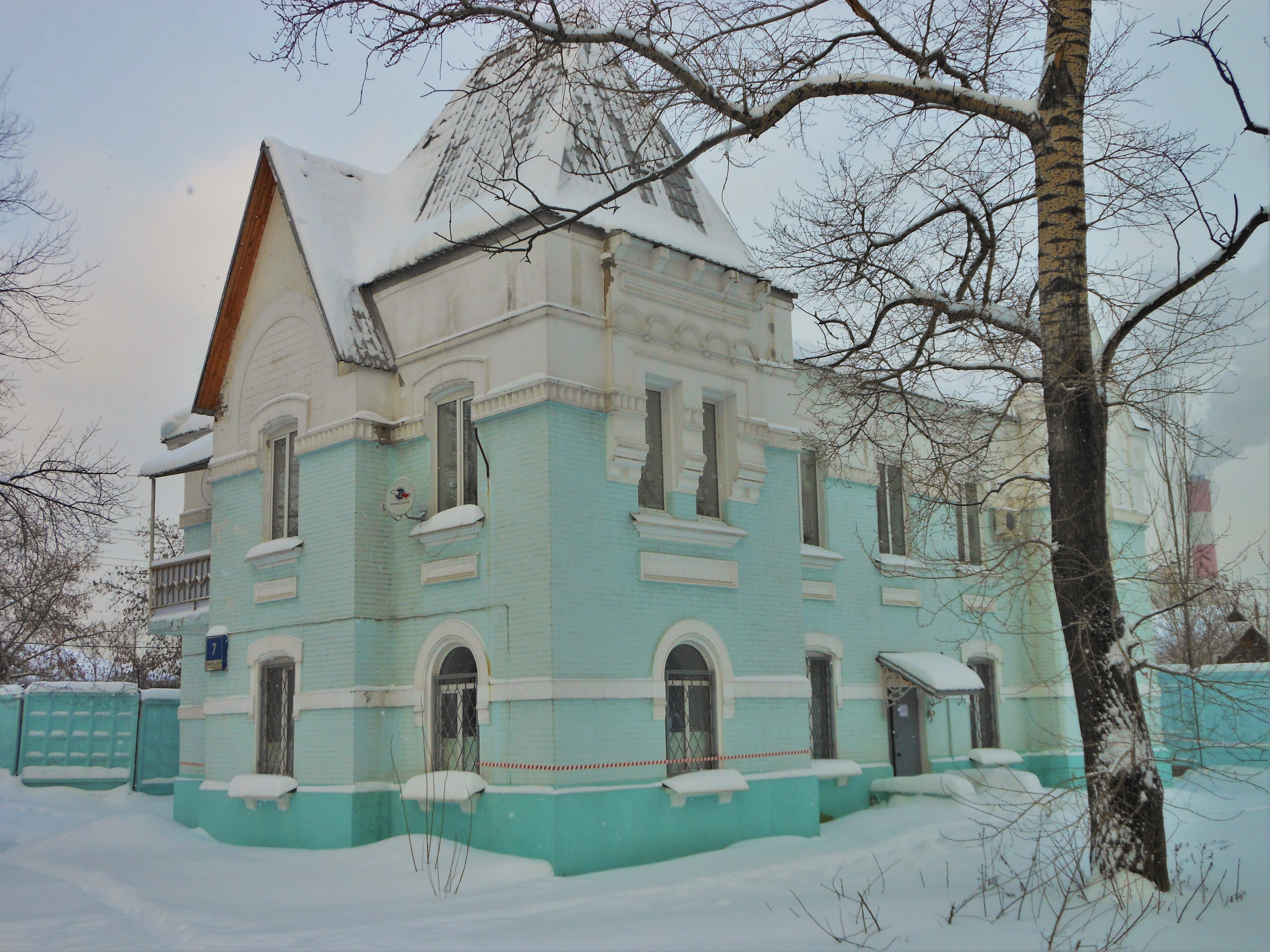
Історичний вокзал станції